# Projet d'entraînement des jeunes animateurs
Le projet d'entraînement des jeunes animateurs (若手アニメーター育成プロジェクト, Wakate Animētā ikusei Purojekuto) est un projet annuel lancé en 2010 et financé par l'Agence pour les Affaires culturelles du gouvernement japonais afin de soutenir la formation des animateurs. Le projet aboutit chaque année à une série de courts métrages d'animation produits par différents studios d'animation appelés :
- Project A, sorti en 2011 ;
- Anime Mirai (アニメミライ?), sorti en 2012-2015 ;
- Anime Tamago (あにめたまご?), sorti depuis 2016.

## Histoire
Le projet a été lancé par la Japanese Animation Creators Association (en) (JAniCA) en 2010. Le syndicat de l'animation a reçu 214,5 millions de yens (environ 2,27 millions de dollars américains) de l'Agence pour les Affaires culturelles du gouvernement japonais, et il a distribué la plupart de ces fonds aux studios pour former directement les jeunes animateurs en entreprise pendant l'année. L'une des raisons du soutien de l'Agence pour les affaires culturelles est la crainte qu'une plus grande partie du processus d'animation japonais soit sous-traitée à l'étranger, entraînant ainsi une diminution des possibilités d'enseigner les techniques d'animation au Japon. En 2011, l'Agence a de nouveau financé la JAniCA pour sélectionner davantage de jeunes projets de formation avec les mêmes budgets,,,.
En avril 2014, JAniCA a annoncé qu'elle ne dirigeait plus l'initiative. Plus tard, il a été annoncé que The Association of Japanese Animations (en) (AJA) dirigerait le projet.

## Animations
Les animations suivantes ont été créées grâce au financement fourni par le projet d'entraînement des jeunes animateurs. Les studios d'animation sollicitent un financement et, chaque année, quatre studios sont sélectionnés pour produire des courts métrages. Tous les courts métrages sont diffusés en salles chaque année en mars.

### Project A
Les courts métrages suivants ont été produits en 2010,.
- Kizuna Ichigeki (ja) (キズナ一撃?) - Ascension
- Ojii-san no Ranpu (ja) (おぢいさんのランプ?) - Telecom Animation Film
- Bannō Yasai Ninninman (ja) (万能野菜 ニンニンマン?) - P.A.Works
- Tansu Warashi. (ja) (たんすわらし。?) - Production I.G

### Anime Mirai 2012
Les courts métrages suivants ont été produits en 2011,.
- BUTA - Telecom Animation Film
- Wasurenagumo (わすれなぐも?) - Production I.G
- Shiranpuri (しらんぷり?) - Shirogumi
- Pukapuka Juju (ぷかぷかジュジュ?) - Answer Studio

### Anime Mirai 2013
Les courts métrages suivants ont été produits en 2012,. Aruvu Rezuru a remplacé le court métrage TV Kazoku Channel Jacker qui devait être produit par Pierrot. 
- Ryo (ja) (龍 -RYO-?) - Gonzo
- Little Witch Academia (リトル ウィッチ アカデミア, Ritoru Witchi Akademia?) - Trigger
- Aruvu Rezuru: Kikaijikake no Yōseitachi (ja) (アルヴ・レズル -機械仕掛けの妖精たち-?) - Zexcs
- Death Billiards (デス・ビリヤード, Desu Biriyādo?) - Madhouse

### Anime Mirai 2014
Les courts métrages suivants ont été produits en 2013,.
- Harmonie (ja) (アルモニ, Arumoni?) - Ultra Super Pictures
- Ōkii Ichinensei to Chiisana Ninensei (ja) (大きい一年生と小さな二年生?) - A-1 Pictures
- Paroru no Miraijima (ja) (パロルの未来島?) - Shin-Ei Animation
- Kuro no Sumika -Chronus- (ja) (黒の栖-クロノス-?) - Studio 4°C[14]

### Anime Mirai 2015
Les courts métrages suivants ont été produits en 2014,.
- Aki no Kanade (アキの奏で?) - J. C. Staff
- Robotto Kāsan (ロボットかあさん?) - SynergySP
- Ongaku Shōjo (ja) (音楽少女?) - Studio Deen
- Kumi to Chūrippu (クミとチューリップ?) - Tezuka Productions

### Anime Tamago 2016
Les courts métrages suivants ont été produits en 2015. C'est la première année après que The Association of Japanese Animations (AJA) a repris ce projet et l'a renommé Anime Tamago,.
- Colorful Ninja Iromaki (カラフル忍者いろまき, Karafuru Ninja Iromaki?) - Signal.MD
- UTOPA - Studio 4°C
- Kacchikenee! (かっちけねぇ!?) - Tezuka Productions
- Kaze no Matasaburō (風の又三郎?) - Buemon

### Anime Tamago 2017
Les courts métrages suivants ont été produits en 2016.
- Charanpoland no Bōken (ちゃらんぽ島の物語?) - Studio Comet
- Red Ash: Gearworld - Studio 4°C
- Genbanojō (げんばのじょう-玄蕃之丞-?) - Nippon Animation
- Zunda Horizon (ずんだホライずん, Zunda Horaizun?) - WAO Corporation, Studio Live, SSS-Studio

### Anime Tamago 2018
Les courts métrages suivants ont été produits en 2017.
- Time Driver: Bokura ga Kaita Mirai (TIME DRIVER　僕らが描いた未来?) - Imagica Image Works, Robot (ja)
- Engimon (えんぎもん?) - Studio Nanahoshi, Usagi.Ou
- Twelve Busters (12バスターズ -Twelve busters-?) - Tomason
- Midnight Crazy Trail - Pinako

### Anime Tamago 2019
Les courts métrages suivants ont été produits en 2018.
- Hello WeGo! (ハローウィーゴ！?) - Wit Studio
- Chuck Shimezou (チャックシメゾウ?) - Nippon Animation
- Space Attendant Aoi (スペースアテンダントアオイ?) - Keica, Griot Groove
- Captain Baru (キャプテン・バル?) - Flying Ship Studio

### Anime Tamago 2020
Les courts métrages suivants ont été produits en 2019.
- Ometeotoru≠HERO (オメテオトル≠HERO, Ometeotoru≠Hīrō?) - Speed Inc.
- The Chronicles of Rebecca (レベッカ, Rebekka?) - Vega Entertainment (ja)
- Michiru Rescue! (みちるレスキュー！, Michiru Resukyū!?) - Yumeta Company